# Turbo (주다스 프리스트의 음반)
| 전문가 평가        | 전문가 평가 |
| 평가 점수          | 평가 점수   |
| 출처               | 점수        |
| ------------------ | ----------- |
| AllMusic           | [ 2 ]       |
| Metal Hammer (GER) | 6/7         |
| PopMatters         | (mixed)     |
| Martin Popoff      | 6/10        |

《Turbo》는 1986년 4월 14일, 컬럼비아 레코드가 발매한 영국의 헤비 메탈 밴드 주다스 프리스트의 열 번째 스튜디오 음반이다. 이 음반은 밴드가 처음으로 신시사이저를 사용한 상업적인 글램 메탈 사운드로 바뀐 것으로 유명하다.
2001년 리마스터드 CD가 발매되었으며, 두 개의 보너스 트랙이 포함되어 있다. 2017년 2월 3일 미주리주 캔자스시티 근처의 샌드스톤 앰피 극장에서 1986년 5월 22일 라이브 공연 CD 2장을 포함하여 30주년을 기념하여 《Turbo 30》으로 재발매되었다.

## 배경
그들의 이전 음반인 《Defenders of the Faith》의 성공에 이어, 주다스 프리스트는 처음에 《Twin Turbos》라는 타이틀로 발매될 예정이었던 더블 음반을 녹음했는데, 그 중 절반은 더 상업적이고 나머지 절반은 공격적인 헤비 메탈이 될 것이다. 이 아이디어는 폐기되었다. 대신, 더 상업적인 곡들이 음반 《Turbo》로 등장하면서, 그 소재는 분할되었다. 《Turbo》에 대한 서정적인 내용은 이전 주다스 프리스트 음반과는 확연히 달랐는데, 밴드의 일반적인 공상 과학 및 판타지 테마보다는 사랑과 로맨스와 같은 근거 있는 주제에 더 중점을 두었다. 전반적으로, 1970년대에서 1980년대 초의 드라이빙 하드 록보다는 가볍고 신스 중심적인 팝에 더 초점을 맞추고 있는 1980년대 중반의 변화된 음악계에 대한 반응이었다.
1984년 말 Metal Conqueror World Tour를 마친 후, 밴드는 그들의 첫 번째 연장된 공백기를 가졌고 1985년 동안 단 3곡만 연주된 라이브 에이드 콘서트에 출연하는 것을 제외하고는 전혀 공연을 하지 않았다. 그 해 여름에 《Turbo》 작업이 시작되어 그 해 말에 끝났다. 이 기간 동안, 가수 롭 핼퍼드는 증가하는 약물 남용과 그의 로맨틱한 파트너와의 폭력적인 불화로 어려움을 겪었다. 후자가 자살한 후, 그는 청결을 하기로 결심하고 1985년 12월부터 1986년 1월까지 한 달을 보냈다. 그는 활기찬 회복을 보였고, 이후 투어 동안 그의 라이브 공연은 그의 가장 강력한 공연 중 하나로 묘사되었다.
1986년 4월, 음반이 발매되면서 《Turbo》는 즉각적인 상업적 성공을 거두었다. 이 음반은 1986년 6월 10일, 미국 음반 산업 협회에 의해 골드, 1987년 7월 24일, 플래티넘 인증을 받았다. 이 음반은 영국 음반 차트에서 33위, 빌보드 200에서 17위에 오르며, 주다스 프리스트의 상업적 성공의 정점을 찍었고 2005년 《Angel of Retribution》까지 밴드의 가장 높은 차트 위치를 차지했다. 〈Turbo Lover〉와 〈Locked In〉을 지원하는 뮤직 비디오는 MTV에서 무거운 로테이션을 누리며 음반의 상업적 성공을 이끌었다.
이 커버 아트는 다시 한번 그래픽 아티스트 더그 존슨이 만들었는데, 그는 《Screaming for Vengeance》와 《Defenders of the Faith》 커버를 디자인했다.

## 곡 목록
모든 곡들은 글렌 팁턴, 롭 핼퍼드 그리고 K. K. 다우닝에 의해 작사/작곡하였다.
| #  | 제목                              | 재생 시간 |
| -- | --------------------------------- | --------- |
| 1. | 〈Turbo Lover〉                   | 5:33      |
| 2. | 〈Locked In〉                     | 4:19      |
| 3. | 〈Private Property〉              | 4:29      |
| 4. | 〈Parental Guidance〉             | 3:25      |
| 5. | 〈Rock You All Around the World〉 | 3:37      |

| #  | 제목                              | 재생 시간 |
| -- | --------------------------------- | --------- |
| 6. | 〈Out in the Cold〉               | 6:27      |
| 7. | 〈Wild Nights, Hot & Crazy Days〉 | 4:39      |
| 8. | 〈Hot for Love〉                  | 4:12      |
| 9. | 〈Reckless〉                      | 4:17      |

## 인증
| 국가                       | 인증     | 판매량/출하량 |
| -------------------------- | -------- | ------------- |
| 캐나다 (뮤직 캐나다)       | 플래티넘 | 100,000^      |
| 미국 (RIAA)                | 플래티넘 | 1,000,000^    |
| ^출하량을 기반으로 한 인증 |          |               |